# El Varal, Querétaro Arteaga
El Varal är en ort i Mexiko.   Den ligger i kommunen Amealco de Bonfil och delstaten Querétaro Arteaga, i den sydöstra delen av landet, 130 km nordväst om huvudstaden Mexico City. El Varal ligger 2 528 meter över havet och antalet invånare är 578.
Terrängen runt El Varal är kuperad norrut, men söderut är den platt. Terrängen runt El Varal sluttar söderut. Runt El Varal är det ganska tätbefolkat, med 75 invånare per kvadratkilometer. Närmaste större samhälle är Amealco, 9,4 km nordost om El Varal. I omgivningarna runt El Varal växer huvudsakligen savannskog.